# Xiphocheilus typus
Xiphocheilus typus är en fiskart som beskrevs av Bleeker, 1857. Xiphocheilus typus ingår i släktet Xiphocheilus och familjen läppfiskar. IUCN kategoriserar arten globalt som livskraftig. Inga underarter finns listade i Catalogue of Life.